# イオノフォア

キャリアおよびチャネルイオノフォア（a）キャリアイオノフォアは、イオンを可逆的に結合し、細胞膜を介して運ぶ。（b）チャネルイオノフォアは、イオンの輸送を促進するために細胞膜内にチャネルを作成。

イオノフォア（ionophore, ギリシャのイオンとフォア、「イオンキャリア」から）は、生体膜において、特定のイオンの透過性を増加させる能力を持つ脂溶性分子の総称であり、主に細菌によって生産される抗生物質である。
作用様式により2種類に分類することができる。
- キャリアーイオノフォア - 特定のイオンと結合し、生体膜を通過することでイオンを通過させるもの。
- チャネル形成イオノフォア - 生体膜を貫通するチャネルを形成することで、チャネル内にイオンを通過させるもの。

生体膜を隔てたイオンの濃度勾配は生体を維持するうえで重要なものであるため、イオノフォアは生体に対して毒物となる。

## 分類

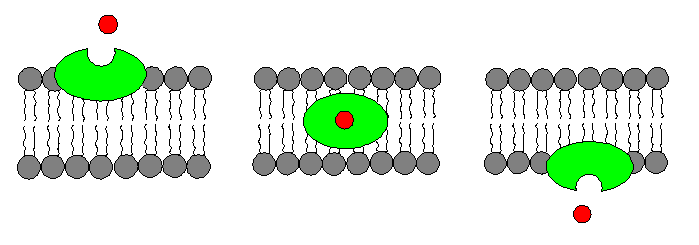
キャリアーイオノフォア

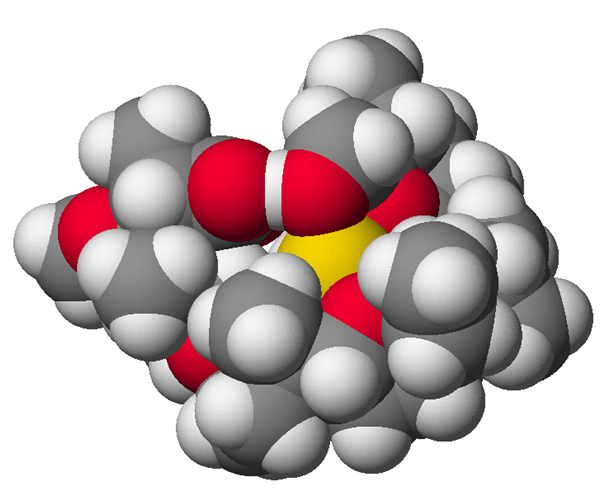
モネンシンAとナトリウムの複合体の構造

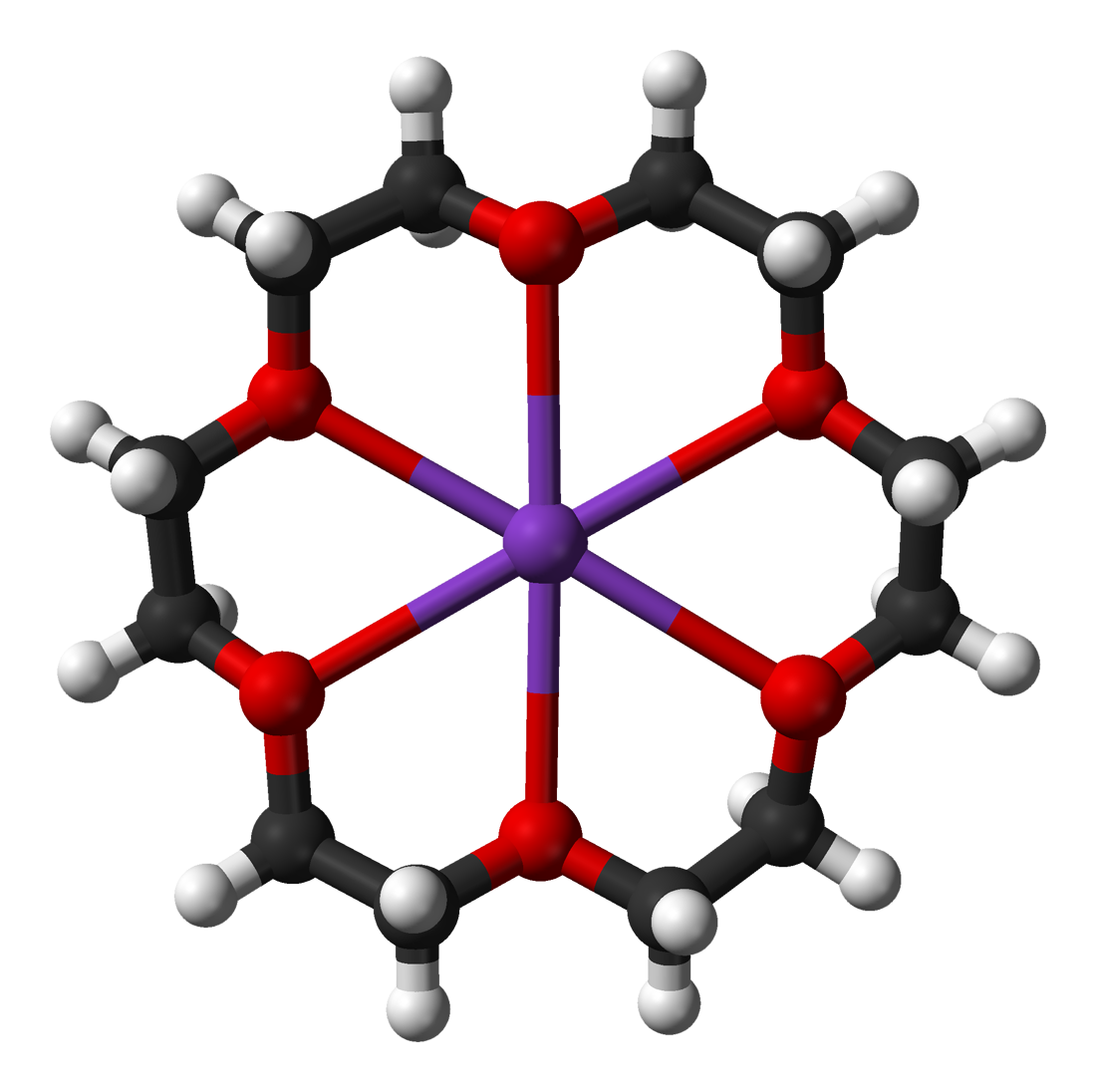
18-クラウン-6とカリウムの複合体の構造

## 主なイオノフォア
- CCCP
- FCCP
- イオノマイシン
- グラミシジンA
- ナイジェリシン
- バリノマイシン
- モネンシン